# Карпі (футбольний клуб)
Футбольний клуб «Карпі 1909» (італ. Carpi Football Club 1909) — італійський футбольний клуб з міста Карпі. Заснований у 1909 році, домашні матчі проводив на «Стадіо Сандро Кабассі», що вміщає 4164 глядачів. Після виходу в Серію А у 2015 році змушений був переїхати на Стадіо Альберто Бралья у Модені, через те, що рідний стадіон не відповідає вимогам елітного дивізіону. Клубні кольори — білий і червоний.

## Історія
Влітку 1909 року італійський студент Адольфо Фанконі заснував клуб «Юкудітас» (італ. Jucunditas, що латинською мовою означає «веселощі»). Кілька років потому команда отримала назву «Футбольний клуб Карпі» (італ. Associazione Calcio Carpi). Починаючи з 30-х років клуб часто переходив з Серії С в Серію D і навпаки. Найкращий результат був здобутий «Карпі» в 1997 році. Тоді під керівництвом Луїджі Ді Каніо клуб посів 3 місце у Серії С1, в півфінальних іграх плей-оф здолав «Сарунно», але у фіналі програв «Монці» з рахунком 2:3. У результаті «Карпі» залишилася в своєму дивізіоні, а «Монца» піднялася в Серію Б.
У 2000 році «Карпі» вилетіла у Серію D і була оголошена банкрутом. Новий клуб, який дістав назву «Карпі 1909», почав виступи в шостій за силою лізі Італії. У 2002 році за результатами виступів клуб виборов підвищення в Серію D. Далі протягом трьох сезонів клуб фінішував у середині таблиці своєї групи, але з сезону 2006/07 почав доходити до ігор плей-оф. У сезоні 2009/10 команда зайняла 2 місце в Серії D і здобула право виступати у Другому дивізіоні Професійної ліги, частково через фінансові труднощі, які виникли в інших команд.
У сезоні 2010/11 «Карпі» виграла Другий дивізіон Професійної ліги й піднялася в Вищий дивізіон Професійної ліги.
У сезонах 2013/14 і 2014/15 команда виступала в Серії B. За підсумками сезону 2014/15 під керівництвом Фабріціо Касторі клуб досяг історичного виходу до Серії А, в якій виступав у сезоні 2015/16. Набравши всього два очки в шести перших матчах, Касторі був звільнений і новим тренером став Джузеппе Санніно.

## Відомі гравці
- Гравець збірної Італії, учасник чемпіонату світу 1986 Сальваторе Баньї є вихованцем клубу.
- Гравець збірної Італії Сімоне Індзагі провів 9 матчів за клуб у сезоні 1994/95.
- Майбутній чемпіон світу 2006 року Марко Матерацці провів у «Карпі» першу частину сезону 1996/97, коли клуб виступав у Серії С1[3].